# THE SESELAGEES
THE SESELAGEES（ザ・セセラギーズ）はお笑い芸人を中心に結成された日本のパンク・ロックバンド。

## 概要
2014年結成。5月27日、荻窪 club Doctorにてファーストギグを行う。以降ライブハウスを中心に活動。
2015年3月10日には1stアルバム『Oi THE FUN』を、2017年8月2日には2ndアルバム『Oi COME LIVING』をリリースしている。
メンバーは「映画『青春デンデケデケデケ』を観てバンドを始めた和尚5人組」という設定である。

## メンバー
フジタカルビ (トータルテンボス・藤田憲右)
- ボーカル担当。

ニクグソタロウ (野性爆弾・くっきー!)
- ギター担当。ほとんどの楽曲の作詞作曲を担当している。
- 自身がレギュラー出演するBSスカパー!のバラエティ番組『BAZOOKA!!!』の企画で結成したバンド・ジェニーハイのベースとしても活動している。
- ドラムのカネシゲットハッピーとは盆地で一位で共に活動していた。

ヘドヴィシャス (2丁拳銃・小堀裕之)
- ベース担当。

ハルヤサイコウチ (河内一治)
- ギター担当。本業はルミネtheよしもとの舞台監督である。
- 職場の仲間と結成したバンド・THE MOTOROLLERSのボーカル、ギターとしても活動している。

カネシゲットハッピー (カネシゲタカシ)
- ドラムス担当。元お笑い芸人で現在は漫画家として活動している。
- ギターのニクグソタロウとは盆地で一位で共に活動していた。